# Uromyias agraphia
Az Uromyias agraphia a madarak (Aves) osztályának verébalakúak (Passeriformes) rendjébe és a királygébicsfélék (Tyrannidae) családjába tartozó faj.

## Rendszerezése
A fajt Frank Chapman amerikai ornitológus írta le 1919-ben, az Anaeretes nembe Anaeretes agraphia néven. Egyes szervezetek az Anairetes nembe sorolják Anairetes agraphia néven.

## Alfajai
- Uromyias agraphia agraphia Chapman, 1919
- Uromyias agraphia plengei Schulenberg & Graham, 1981
- Uromyias agraphia squamiger (O'Neill & T. A. Parker, 1976)

## Előfordulása
Dél-Amerikában, Peru területén honos. Természetes élőhelyei a szubtrópusi és trópusi hegyi esőerdők és magaslati cserjések. Állandó, nem vonuló faj.

## Megjelenése
Testhossza 12 centiméter.

## Természetvédelmi helyzete
Az elterjedési területe nagyon nagy, egyedszáma pedig stabil. A Természetvédelmi Világszövetség Vörös listáján nem fenyegetett fajként szerepel.